# نعش: کنجکاوی زنده‌ها نسبت به اجساد مردگان
نعش: کنجکاوی زنده‌ها نسبت به اجساد مردگان (انگلیسی: Stiff: The Curious Lives of Human Cadavers) کتابی غیرداستانی نوشتهٔ مری روچ در سال ۲۰۰۳ است.